# Raquel Araujo

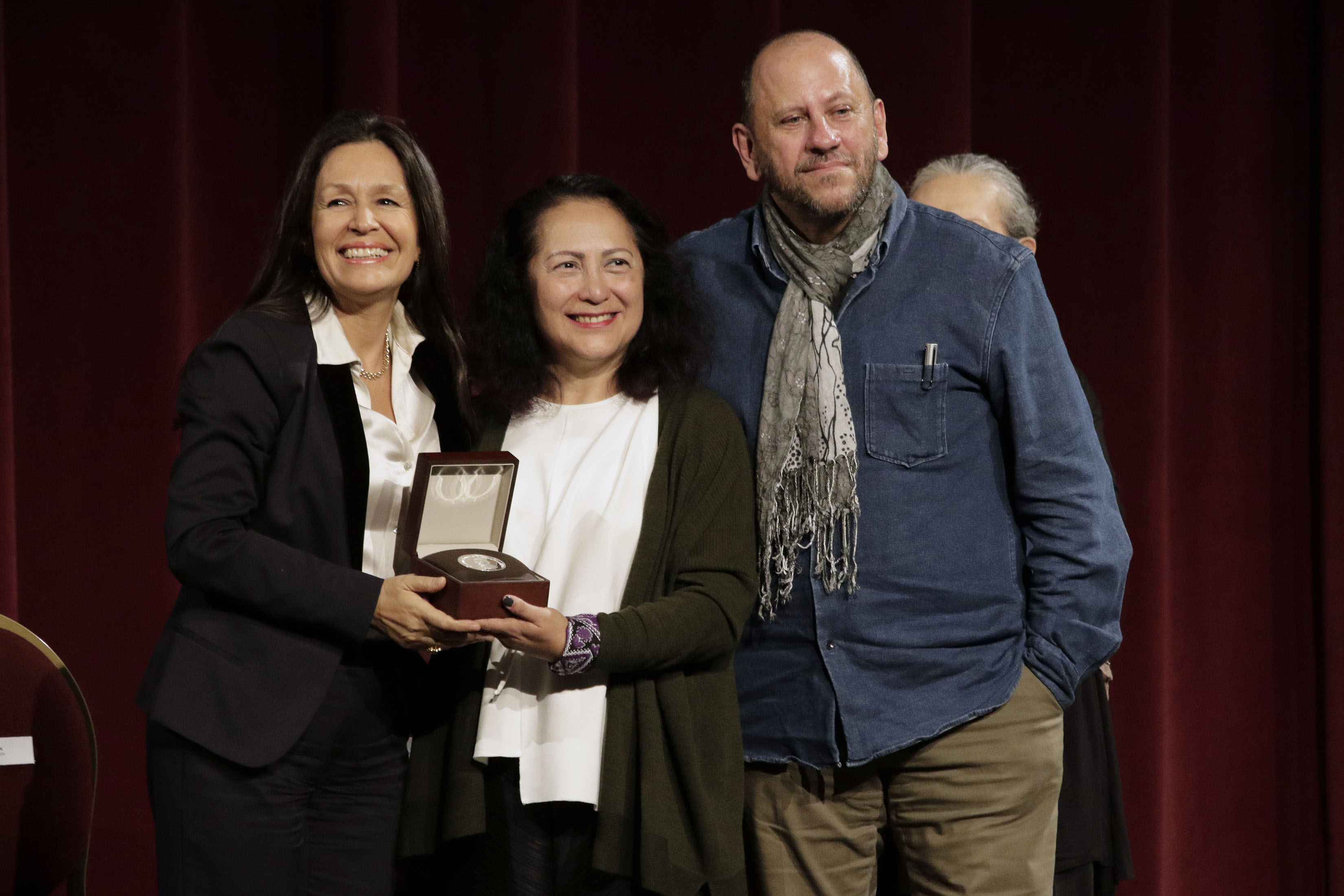
Raquel Araujo (centro) recibiendo la Medalla Xavier Villaurrutia.

Raquel Araujo Madera (Ticul, Yucatán) es una actriz, dramaturga y directora de escena mexicana. Fundadora del Departamento de Artes Escénicas del Instituto de Cultura de Yucatán y del Centro de Investigaciones Escénicas de Yucatán, así como del Teatro La Rendija. Ha sido miembro de Consejo Artístico Asesor de la Compañía Nacional de Teatro de México.

## Trayectoria artística
Fundó el Teatro de La Rendija en 1988 de la cual ha sido directora artística desde entonces. En 1998 presenta su obra Horizonte de Sucesos y en 2001, Óvalo. Entre 1997 y 2001 fue Coordinadora de Información y Difusión para el Centro Nacional de Investigación Teatral Rodolfo Usigli. En 2002 funda el Departamento de Artes Escénicas del Instituto de Cultura de Yucatán y del Centro de Investigaciones Escénicas de Yucatán, igualmente fundó el departamento de Artes Escénicas de la Escuela Superior de Artes de Yucatán donde también es catedrática. Ha presentado en diversas ocasiones en la Muestra Nacional de Teatro así como en diversas muestras internacionales con obras como Estrategias fatales, Condesa Sangrienta, Los errores del subjuntivo, Vitrinas, La importancia de llamarse Ernesto, Tío Vania, Viñetas Chejovianas y Medea Múltiple.
El teatro de Raquel Araujo sigue la línea de las propuestas dramáticas de Gabriel Weisz Carrington, en lo que se conoce como "teatro del cuerpo".